# Présidence suédoise du Conseil de l'Union européenne en 2009
Présidence tchèque du Conseil de l'Union européenne en 2009 Présidence espagnole du Conseil de l'Union européenne en 2010
La présidence suédoise du Conseil de l'Union européenne en 2009 désigne la deuxième présidence du Conseil de l'Union européenne effectuée par la Suède depuis son entrée dans l'Union européenne en 1995. C'est la dernière présidence du Conseil de l'Union européenne, où un État préside à la fois le Conseil de l'Union et le Conseil européen. En effet, le premier président permanent du Conseil européen, Herman van Rompuy, a déclaré prendre ses fonctions le 1er janvier 2010.
Elle fait suite à la présidence tchèque de 2009 et précède la présidence espagnole du premier semestre 2010.

## Programme

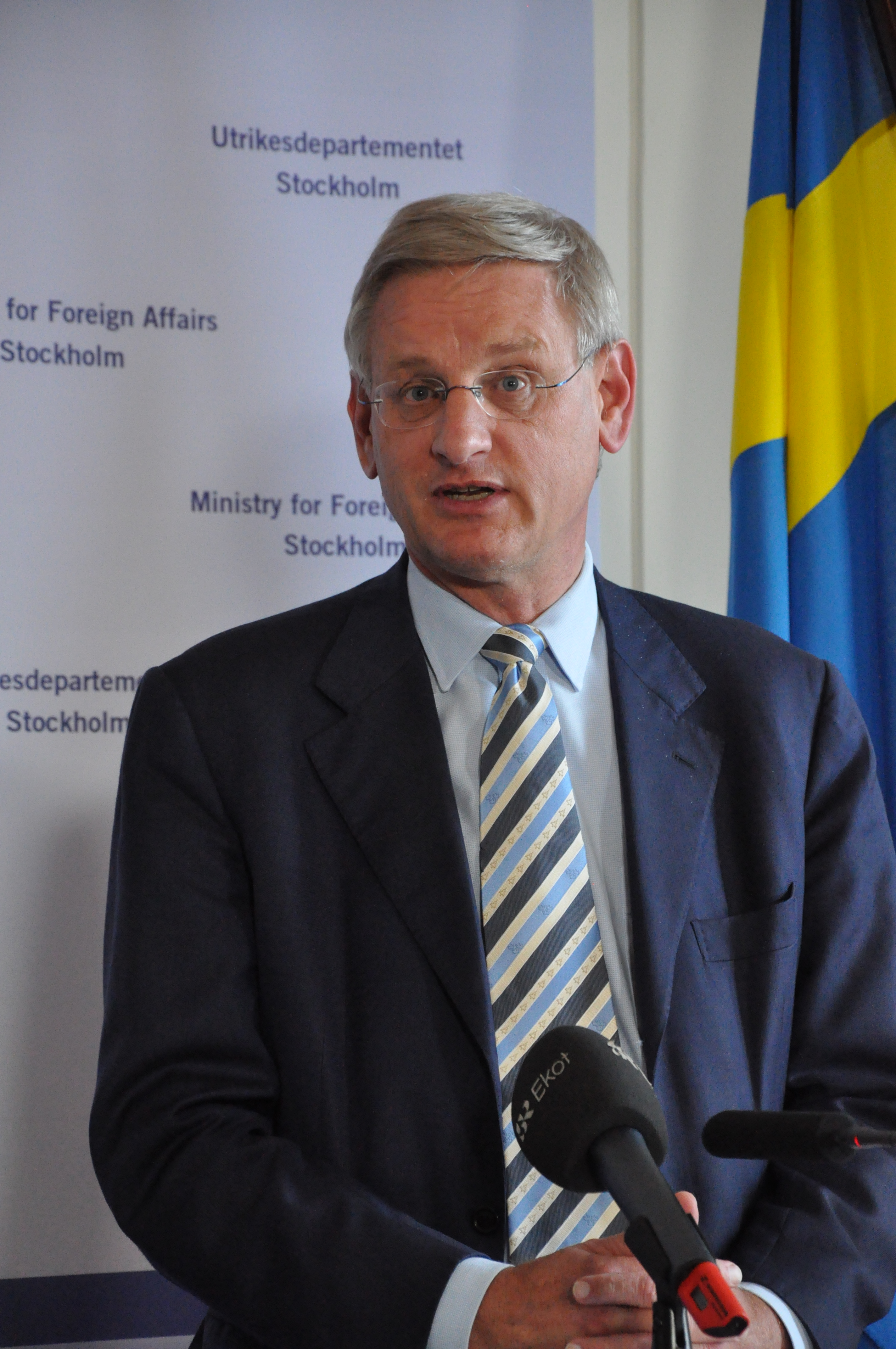
Carl Bildt, président du Conseil de l’Union européenne lors du 2e semestre 2009.

La présidence suédoise du Conseil de l'Union européenne s'est donnée différentes priorités au sein de son mandat : l'« économie et [l']emploi », le « climat », la « stratégie de la mer Baltique », « l'Union européenne, son voisinage et le monde », et la priorité intitulée « un nouveau parlement, une nouvelle commission et le traité de Lisbonne ».
En effet, parmi les problématiques soulevées lors de la présidence suédoise se trouvait la ratification du traité de Lisbonne, qui vise à réformer le système politique de l'UE. Après que le traité a été rejeté lors du référendum constitutionnel irlandais de 2008, en octobre 2009, un nouveau référendum s'est tenu et approuva la ratification du traité. En outre, le Bundestag et le Bundesrat travaillaient sur l'arrêt du Tribunal constitutionnel fédéral du 30 juin 2009. Après le référendum irlandais, le président polonais Lech Kaczynski a également signé l'instrument de ratification du traité. Le dernier obstacle sur la voie de l'entrée en vigueur du traitée est la signature du président tchèque Vaclav Klaus. Lors d'une conversation téléphonique avec le Premier ministre suédois Fredrik Reinfeldt, le président tchèque aurait conditionné sa signature par une réserve concernant la Charte des droits fondamentaux de l'Union européenne en ce qu'elle pourrait servir de base à l'abrogation des décrets Beneš. Au début du mois de novembre, la République tchèque a finalement ratifié le traité, qui a pu entrer en vigueur le 1er décembre 2009.
En décembre 2009 a eu lieu, à Copenhague, une conférence sur le climat afin d'entamer les négociations en vue d'élaborer un traité qui succèdera au Protocole de Kyoto. L'Union européenne a tenté de jouer un rôle de premier plan dans ces négociations. La position commune de l'UE à Copenhague était donc un thème important, notamment en ce qui concerne le financement de la politique climatique de l'UE et le soutien qui sera offert aux pays en développement pour lutter contre le changement climatique. Même si un compromis minimum a été atteint, le sommet a été en deçà des attentes, d'autant plus que les pays d'Europe avaient peur d'être submergés par la charge financière. En outre, lors de la Conférence, l'UE n'a pas eu de rôle central dans l'élaboration du document final, l'Accord de Copenhague qui était basé sur un accord entre les États-Unis, la Chine et certains pays émergents et dont le contenus différait de ce qui était requis par l'UE et n'était pas juridiquement contraignant.
En ce qui concerne le Conseil « Emploi, politique sociale, santé et consommateurs », la ministre adjointe chargée de la sécurité sociale Cristina Husmark Pehrsson a déclaré qu'elle souhaitait que la présidence « [fasse] en sorte que les pays membres mettent en place une politique de l'assurance sociale active combinée avec une politique du marché de l'emploi active pour que tous les européens aient la possibilité d’entrer dans la vie professionnelle ».
La présidence compte aussi dans son programme la priorité intitulée : « stratégie de la mer Baltique » qui comprend un volet environnemental, mais aussi un volet économique et sécurité. Cette stratégie vise notamment à lutter contre la pollution de la mer et de ses rives du fait de l'intense fertilisation des sols qui entraîne la multiplication des algues, mais aussi à cause de l'épuisement des réserves halieutiques. En matière économique, la présidence souhaite mettre en place une meilleure coordination entre les États pour favoriser des investissements communs en matière de recherche, d'innovation et entrepreneuriats. Ce volet comprend aussi l'amélioration en commun des infrastructures de transport et énergétique. Enfin, en matière de sécurité, la présidence souhaite mettre l'accent sur la lutte contre la criminalité transfrontalière et plus particulièrement dans la traite des êtres humains. La présidence propose notamment la mise en place d'une surveillance maritime de la Baltiques.

## Identité visuelle

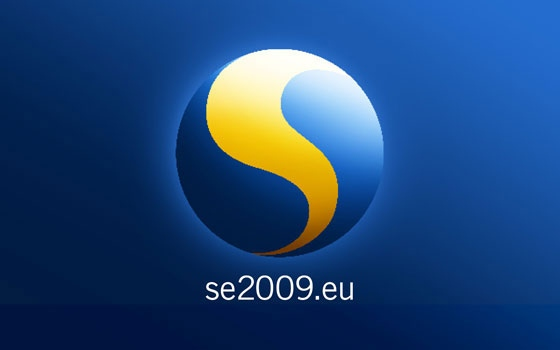
Logo sur fond bleu

Le logo de la présidence suédoise de 2009 est le globe terrestre en bleu sur lequel est placée la lettre « S » en jaune. Ces couleurs reprennent celles du drapeau de la Suède. 
La lettre « S » symbolise la lumière reflétée de multiples manières. Cette lumière est associée à la Suède à travers le monde, avec comme exemple ses aurores boréales et le soleil de minuit. Elle symbolise aussi d'éclaircir afin de transmettre le savoir et les informations.

## Sources

## Compléments